# Józef Mamica
Józef Mamica (ur. 13 sierpnia 1878 w Pruchnej, zm. 3 sierpnia 1940 w Mauthausen-Gusen) – polski duchowny luterański, senior wyznania ewangelicko-augsburskiego Wojska Polskiego.

## Życiorys
Józef Mamica urodził się 13 sierpnia 1878 roku w Pruchnej na Śląsku Cieszyńskim, w rodzinie Pawła, rolnika, i Marii z Wawreczków (Wowrzeczków).
Uczęszczał do gimnazjum w Cieszynie. 4 października 1899 roku rozpoczął studia teologiczne w Wiedniu, a następnie kontynuował je i ukończył w 1902 roku w Bazylei. 15 listopada 1903 roku został ordynowany na duchownego ewangelickiego.
Został duszpasterzem w Błędowicach, które wskutek patriotycznej postawy musiał opuścić po zajęciu przez wojska czeskie. Był zastępcą przewodniczącego Głównego Komitetu Plebiscytowego w Cieszynie i delegatem Rady Narodowej Księstwa Cieszyńskiego na konferencję pokojową w Paryżu w 1919 roku. Brał udział w II i III powstaniu śląskim.
W 1920 roku został kapelanem wojskowym jako proboszcz ewangelicki Dowództwa Okręgu Korpusu Nr VII z siedzibą w Poznaniu, obejmującego województwa poznańskie i pomorskie. Prowadził również duszpasterstwo wśród cywilnych ewangelików-Polaków.
W latach 1920–1923 był jednocześnie administratorem nowo założonej parafii ewangelicko-augsburskiej w Poznaniu i przyczynił się do powstania kolejnych polskich parafii w Toruniu (1921), gdzie był administratorem do 1925 roku i w Bydgoszczy (1922), ponadto odprawiał nabożeństwa w Grudziądzu (1923).
3 maja 1922 roku został zweryfikowany w stopniu proboszcza ze starszeństwem z 1 czerwca 1919 roku i 1. lokatą w duchowieństwie wojskowym wyznania ewangelicko-augsburskiego.

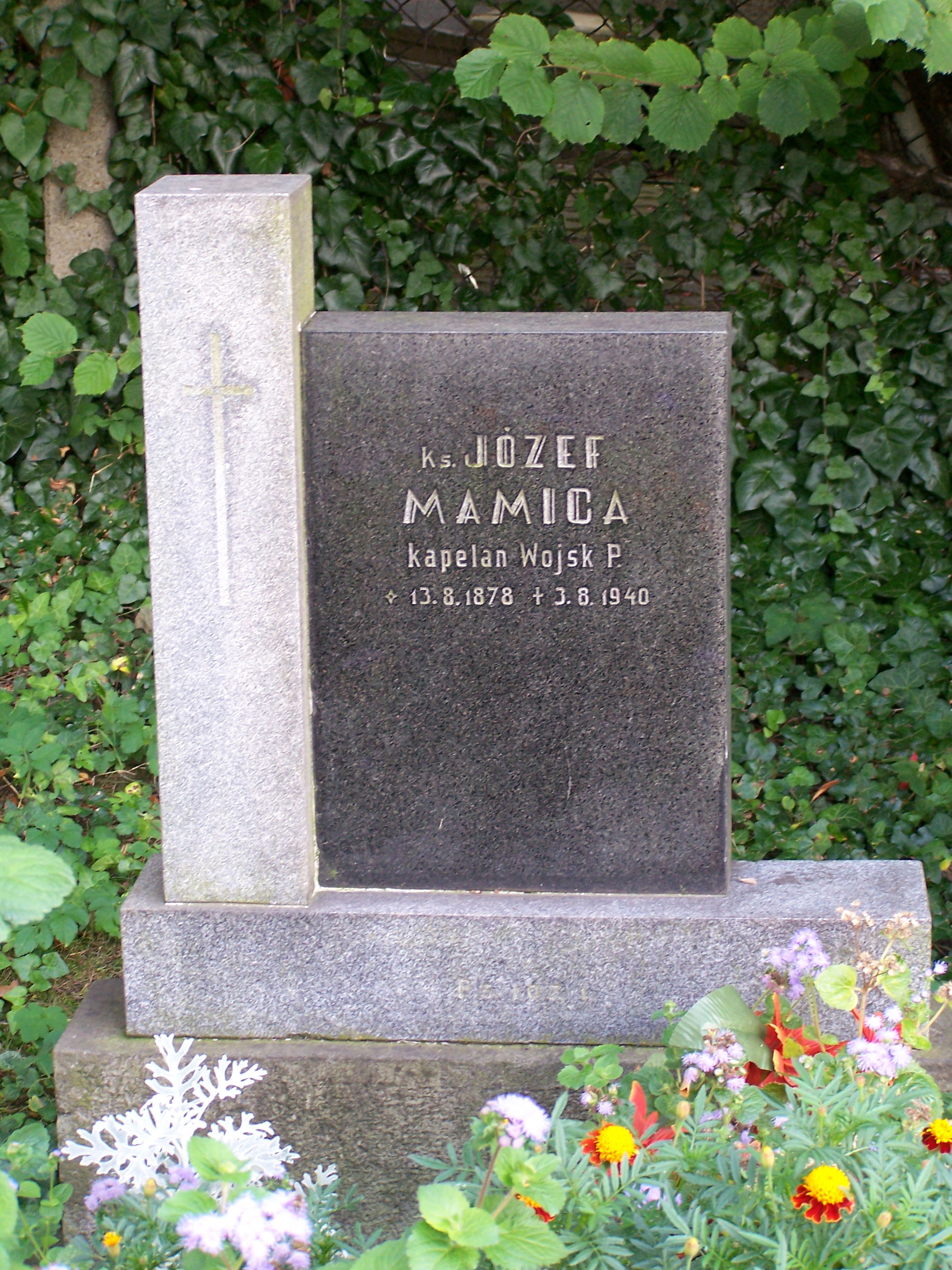
Grób ks. Józefa Mamicy na cmentarzu ewangelickim w Cieszynie

W latach 1929–1930 sprawował funkcję kapelana naczelnego WP. Wraz z naczelnym kapelanem WP, ks. Ryszardem Paszko w 1925 roku opublikował Śpiewnik i modlitewnik dla ewangelików w Wojsku Polskim. W latach 1923–1929 prowadził dom sierot w Marszałkach. Jego następcą w Poznaniu został ks. Karol Świtalski.
28 czerwca 1935 roku awansował na seniora ze starszeństwem z 1 stycznia 1935 roku i 1. lokatą w duchowieństwie wojskowym wyznania ewangelicko-augsburskiego.
Z dniem 31 października 1935 roku został przeniesiony w stan spoczynku. Osiadł w Mnichu.
W kwietniu 1940 roku został osadzony w hitlerowskim obozie koncentracyjnym Dachau, a następnie w Mauthausen-Gusen, gdzie zmarł z głodu i ogólnego wycieńczenia.

## Ordery i odznaczenia
- Krzyż Oficerski Orderu Odrodzenia Polski (2 maja 1923)[6][7][8]
- Złoty Krzyż Zasługi (19 marca 1931)[9]

## Upamiętnienie
17 listopada 2018 roku w Drogomyślu podczas uroczystego nabożeństwa odsłonięto tablicę upamiętniającą ks. Józefa Mamicę.